# 半澤昇
半澤 昇（はんざわ のぼる、1988年8月31日 - ）は、日本の俳優、元子役。埼玉県川口市出身。ミュージカルカンパニー イッツフォーリーズ所属。

## 人物
舞台芸術学院卒。
身長182.5cm。体重68kg。趣味は釣り、サイクリング、旅行。特技はサッカー、リフティング。
旧芸名は半沢 昇。

## 出演作品

### 舞台
- 劇団東少ミュージカル「シンデレラ」（2017年）
- ミュージカルカンパニー イッツフォーリーズ公演
  - ミュージカルリーディング「YOSHIKO」（2018年、深川モダン館）
  - ミュージカル「空気のなくなる日」（2019年、俳優座劇場）
  - ミュージカル「ナミヤ雑貨店の奇蹟」（2020年、俳優座劇場） - 松岡克郎
  - ミュージカル「ルドルフとイッパイアッテナ」（2020年）
  - ミュージカル「青空の休暇」（2021年、ルネこだいら）
  - ミュージカル「バウムクーヘンとヒロシマ」（2023年,俳優座劇場）
  - ミュージカル「おれたちは天使じゃない」（2022年、2024年）
- 現代舞踊協会「第45回現代舞踊展」（2018年、メルパルク）
- ダンスアーカイブ in JAPAN 「砂漠のミイラ」（2018年、新国立劇場）
- 骸骨ストリッパー「恋愛絵巻かぐや姫と菊五郎」（2019年、武蔵野芸術劇場）
- ワンダーランド「明星 与謝野鉄幹・晶子 道行き」（2019年、劇場MOMO）
- 東京二期会オペラ劇場「天国と地獄」（2019年、日生劇場）
- パンプランニング「COMEDY SHOW OH! MY GOD!」（2020年、ブディストホール）
- Keys & Edge Project 舞台「花、走る。」（2020年、STUDIOユーキース）
- 「Les Miserables 〜惨めなる人々〜（2020年、シアターΧ）
- 戦国TAPミュージカル「TAKEDA」（2021年）
- 蜘蛛女のキス（2021年、東京芸術劇場、梅田芸術劇場）
- 平和をうたおう
- 12人の怒れる男たち
- ミステリ・ミュージカル『ルームメイトと謎解きを』（2023年 サンシャイン劇場）[5]
- 「ミュージカル フランケンシュタイン」（2024年、東京建物Burillia Hall）
- ミュージカル「バウムクーヘンとヒロシマ」（2025年〈予定〉、JMSアステールプラザ 大ホール）[6]

### テレビドラマ
- 救急戦隊ゴーゴーファイブ 第42話（1999年、テレビ朝日） - 少年ショウ
- ウルトラマンコスモス 第9話（2001年、MBS） - 岩田康祐の子供時代
- 大河ドラマ / いだてん〜東京オリムピック噺〜（2019年、NHK）
- 連続テレビ小説 あんぱん 98回、99回、100回（2025年、NHK総合）

### テレビ番組
- 劇団四季&演出家・浅利慶太〜日本の演劇に革命をもたらした男〜（2018年、BS朝日）
- 今だから話します〜平成最後にアスリート初告白SP!〜（2019年、日本テレビ）

### その他
- 国税庁Web-Tax-TV「脱税を見逃さない! 国税査察官の仕事」（2019年）
- イッツフォーリーズライブ「いずみたくナイト」（2021年、上野水上音楽堂）